# Douala AC
El Douala AC es un equipo de fútbol de Camerún que juega en la Segunda División de Camerún, la segunda liga de fútbol más importante del país.

## Historia
Fue fundado en el año 2000 en la ciudad de Duala y en dos años lograron ascender a la Segunda División de Camerún. Jugaron en el segundo nivel por 11 temporadas hasta que consiguieron el ascenso a la Primera División de Camerún, que es donde estuvieron hasta si descenso en la temporada 2014.

## Palmarés
- Segunda División de Camerún: 1

2012/13

## = Jugadores destacados
- Paul Bebey
- Albert Bodjongo
- Alain Ketchemen
- Henri Pierre Minka
- Francky Nguekam
- Jacques Tabi
- William Tchoague